# Veu gutural
La veu gutural, engolada o veu de gola, també coneguda com a death growl (veu o grunyit usat en el death metal), és un estil de cant usat per algunes bandes de heavy metal.
El GDLC defineix gutural com el registre de la veu en l'emissió de la qual intervenen el vel del paladar i la gola.
Sons greus similars a grunyits que es produeixen en tocar amb la part darrere del vel del paladar el dors de la llengua, o aproximant-se al vel creant una constricció dins de la qual l'aire que s'espiri transitarà.
Aquest tipus de veu es va poder observar per primera vegada en cantants de jazz com Louis Armstrong i Cab Calloway. Hi ha almenys dos tipus de constricció laríngea supraglotal que són usades per obtenir la veu gutural: la primera tècnica es produeix mitjançant la vibració de les cordes vocals i la segona utilitzant els plecs ariepiglòtics.

## Terminologia i usos
La veu gutural també és coneguda com a «death growl» («grunyit de mort»), «veu de death metal» i també, de manera jocosa com la veu del Monstre de les galetes.
Moltes de les variants del heavy metal, que s'estén des de començaments de la dècada dels anys 1990, solen utilitzar les veus guturals, que segons el subgènere, poden ser molt agudes i esquinçadores com en cas de black metal, o molt greus com en el death metal.
El seu ús és molt estès en el subgènere musical death metal, inclosos els seus subgèneres com el death metal melòdic; i és força usat en el black metal, el grindcore, el deathcore, el doom metal, i en ocasions en el hardcore punk, el metalcore, el thrash metal, el groove metal, el metal gòtic, o fins i tot en algunes bandes de heavy metal clàssic, folk metal, viking metal, nu metal, screamo, crunkcore, trancecore, hardcore electrònic o nintendocore.

## En dones
Aquesta tècnica de cant és empleada normalment per homes; no obstant això, tot i que la divulgació d'aquest tipus de veu entre les dones no ha estat tan popular també n'hi ha que la utilitzen. Entre algunes de les més destacades es troben:
- Angela Gossow (ex-Arch Enemy).
- Masha Scream de Arkona.[5]
- Floor Jansen de Nightwish
- Charlotte Wessels de Delain.[6]
- Mia Coldheart de Crucified Barbara.[7]
- Otep Shamaya de Otep.
- Alissa White-Gluz de Arch Enemy.
- Vicky Psarakis de The Agonist.[8]
- Maria Brink de In This Moment.
- Morgan Lander de Kittie.[9]
- Tatiana Shmaylyuk de Jinjer.[10]
- Lisa Middelhauve (ex-Xandria).[11]
- Lacey Sturm de Flyleaf.[12]
- Amalie Bruun de Myrkur.[13]
- Virginie Goncalves de Kells.[14]
- Raffaella Rivarolo, de Cadaveria.[15]
- Rachel Asp de Eths.[16]
- Vas Kallas de Hanzel und Gretyl.[17]
- Krysta Cameron i Courtney LaPlante[18] de Iwrestledabearonce.[19]
- Candace Kucsulain de Walls of Jericho.
- Jada Pinkett Smith de Wicked Wisdom.[20]
- Maria "Tristessa" Kolokouri, de Astarte.[21]
- Dawn Crosby de Fear of God.
- Sandra Nasic de Guano Apes
- Runhild Gammelsæter de Thorr's Hammer i Khlyst.
- Britta Görtz de Cripper.[22]
- Alexis Brown de Straight Line Stitch.[23]
- Helen Vogt de Flowing Tears.[24]
- Sandra Schleret de Elis.
- Laura Nichol de Light This City.[25]
- Renee Phoenix de Fit For Rivals.[26]
- Meredith Monk[27] i Diamanda Galás[28] que la utilitzen fora de la música rock.